# اورگرین (لوئیزیانا)
اورگرین (به انگلیسی: Evergreen) شهری در ایالت لوئیزیانا کشور ایالات متحده آمریکا است که جمعیت آن در سرشماری سال ۲۰۱۰ میلادی، ۳۱۰ نفر بوده‌است.